# Pluteus perroseus
Pluteus perroseus är en svampart som beskrevs av E. Horak 1983. Pluteus perroseus ingår i släktet Pluteus och familjen Pluteaceae.   Inga underarter finns listade i Catalogue of Life.

## Källor

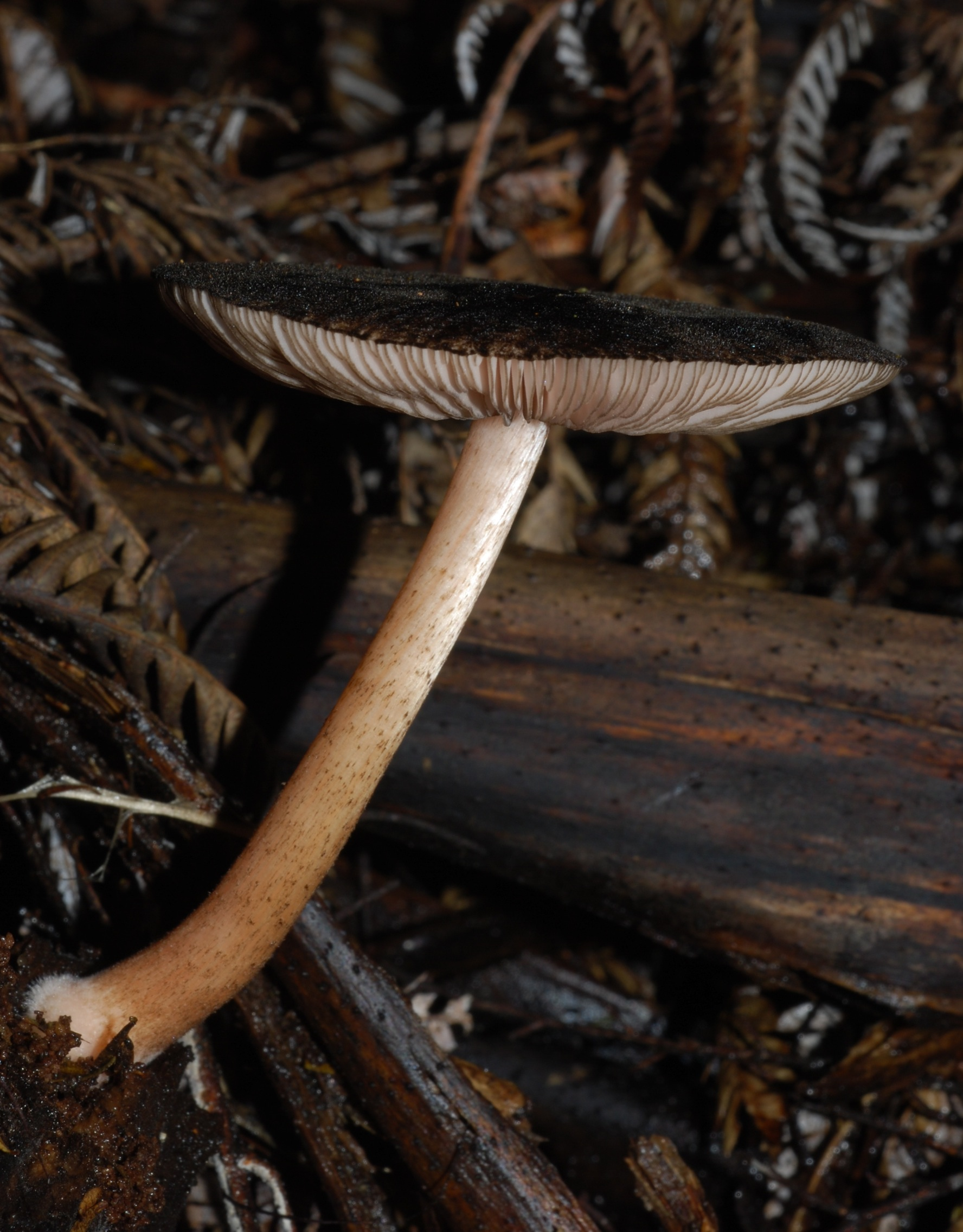
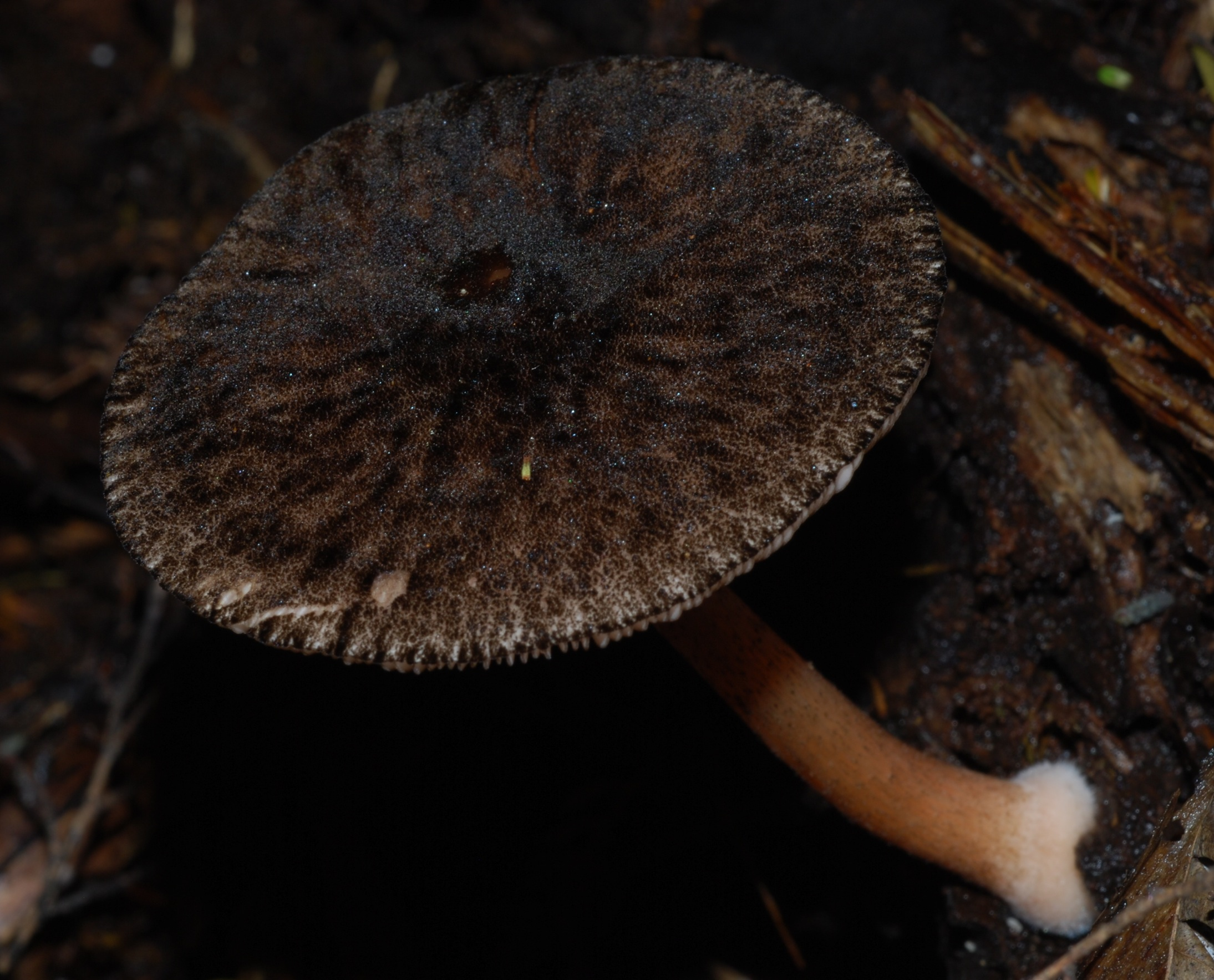
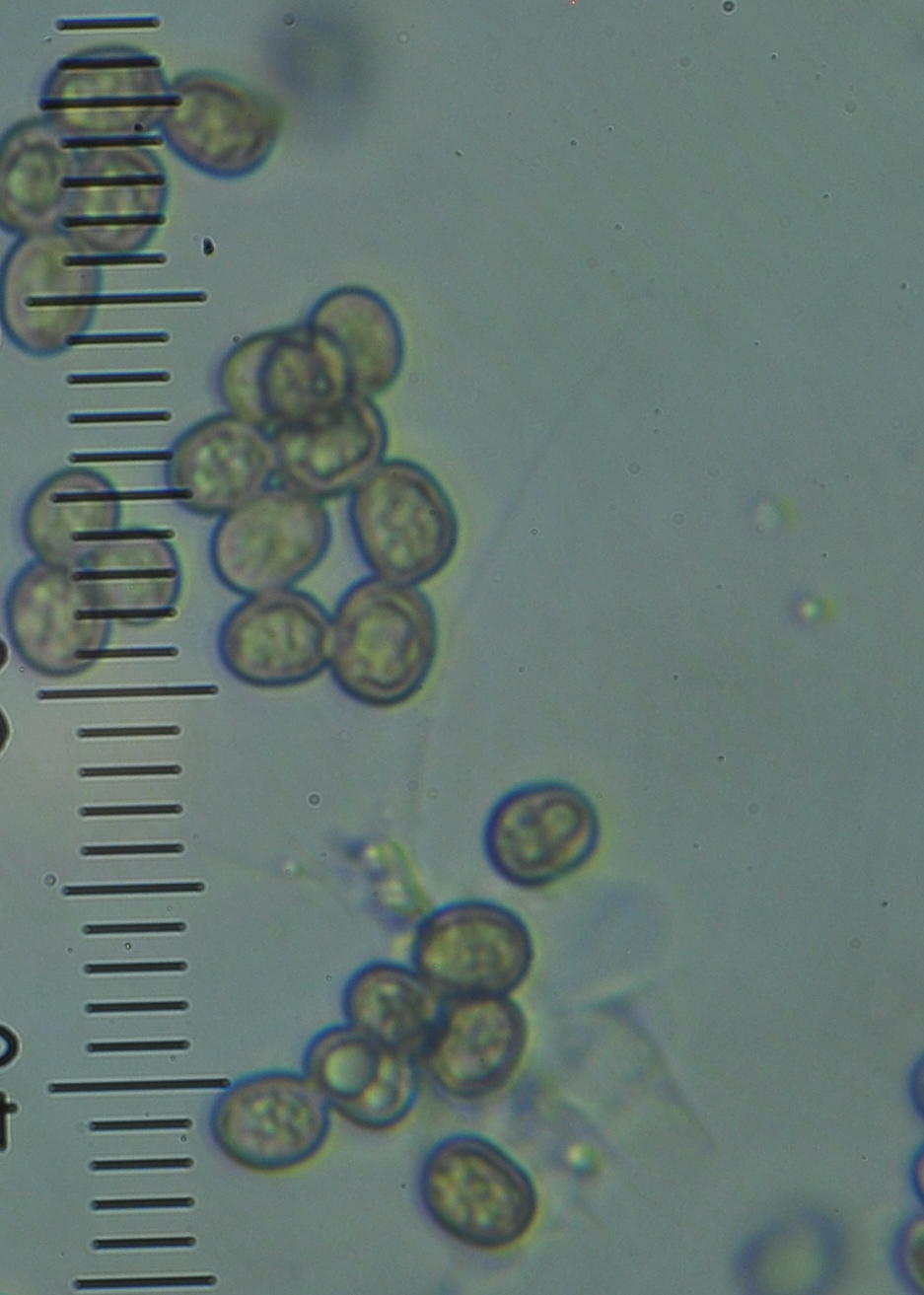